# Tadeusz Woźniak (polityk)
Tadeusz Jacek Woźniak (ur. 15 stycznia 1960 w Kutnie) – polski polityk, nauczyciel i samorządowiec, z wykształcenia historyk, poseł na Sejm V, VI, VII, VIII, IX i X kadencji.

## Życiorys
W 1981 kierował uczelnianą Komisją Koordynacyjną Niezależnego Zrzeszenia Studentów przy Wyższej Szkole Pedagogicznej w Olsztynie. Ukończył studia magisterskie z zakresu historii na tej uczelni (1985) oraz studia podyplomowe z zakresu samorządu terytorialnego i rozwoju lokalnego na Uniwersytecie Warszawskim (1992), a także z zakresu administracji publicznej w Wyższej Szkole Administracji Publicznej w Łodzi (2000).
Pracował jako nauczyciel i instruktor teatralny. W 1990 został członkiem Ochotniczej Straży Pożarnej w Wałach. W latach 1990–1997 pełnił funkcję wójta gminy Krzyżanów, od 1990 do 1998 był radnym tej gminy. Od 1998 do 2005 sprawował urząd wójta gminy Dąbrowice. W 1998 pełnił funkcję doradcy wojewody płockiego. W latach 1998–2002 był radnym powiatu kutnowskiego.
W latach 1998–2002 był członkiem Ruchu Społecznego AWS. Kilka lat później wstąpił do Prawa i Sprawiedliwości, w latach 2006–2011 zasiadał w radzie politycznej i władzach regionalnych tej partii. Został przewodniczącym zarządu głównego międzynarodowego Stowarzyszenia „Wspólnota bez Granic”, członkiem rady Ligi Krajowej, członkiem zarządu głównego Związku Ochotniczych Straży Pożarnych w Warszawie.
W wyborach parlamentarnych w 2005 z listy Prawa i Sprawiedliwości został wybrany na posła V kadencji w okręgu sieradzkim. Pracował w Komisji Spraw Zagranicznych oraz Komisji Rolnictwa i Rozwoju Wsi. Przewodniczył grupie parlamentarnej Polska-Rosja, był wiceprzewodniczącym grupy parlamentarnej Polska–Kazachstan, działał w grupie parlamentarnej Polska-Azerbejdżan i Parlamentarnym Zespole Strażaków. W wyborach parlamentarnych w 2007 po raz drugi uzyskał mandat poselski, otrzymując 13 904 głosy. Należał ponownie do Komisji Spraw Zagranicznych, a także do Komisji Administracji i Spraw Wewnętrznych, był wiceprzewodniczącym jednej z podkomisji nadzwyczajnych.
W 2011 kandydował w wyborach parlamentarnych z siódmego miejsca na liście PiS w okręgu wyborczym nr 11 w Sieradzu i po raz trzeci uzyskał mandat poselski z wynikiem 8996 głosów. W Sejmie VII przystąpił do klubu parlamentarnego Solidarna Polska, współtworzył następnie partię o takiej samej nazwie. Był członkiem Komisji Spraw Wewnętrznych oraz członkiem Komisji Łączności z Polakami za Granicą. Pełnił też funkcje przewodniczącego Parlamentarnego Zespołu na rzecz Katolickiej Nauki Społecznej i wiceprzewodniczącego Poselskiego Zespołu Strażaków. Został pełnomocnikiem zarządu do spraw struktur w powołanej w 2012 partii Solidarna Polska (w 2023 przemianowanej na Suwerenną Polskę). Był kandydatem tego ugrupowania w wyborach do Parlamentu Europejskiego w 2014. W lipcu 2014 zasiadł w klubie parlamentarnym Sprawiedliwa Polska, od marca 2015 działającym pod nazwą Zjednoczona Prawica. Powoływany do Rady Służby Cywilnej i Rady Służby Publicznej, a także na przewodniczącego tego gremium.
W 2015 został ponownie wybrany do Sejmu z listy PiS (jako kandydat Solidarnej Polski), otrzymując 11 011 głosów. Dołączył do Komisji Administracji i Spraw Wewnętrznych, a także powrócił do Komisji Spraw Zagranicznych. W wyborach w 2019 również uzyskał mandat poselski, zdobywając 17 923 głosy. Podjął pracę w tych samych komisjach, a także w Komisji Sprawiedliwości i Praw Człowieka. W 2023 kolejny raz z powodzeniem ubiegał się o reelekcję (z wynikiem 19 691 głosów). Rok po tych wyborach wraz z Suwerenną Polską przystąpił do PiS.

## Odznaczenia
- Krzyż Wolności i Solidarności (2013)[13]
- Złoty Krzyż Zasługi (2003)[14]
- Srebrny Krzyż Zasługi (1998)[15]
- Brązowy Krzyż Zasługi (1994)[16]
- Brązowy Medal „Za zasługi dla obronności kraju”
- Złoty Medal „Za Zasługi dla Pożarnictwa”
- Medal Komisji Edukacji Narodowej[17]
- Odznaka „Zasłużony Działacz Kultury” (dwukrotnie)
- Srebrna Odznaka „Zasłużony dla Ochrony Przeciwpożarowej”[18]

## Życie prywatne
Żonaty z Katarzyną, ma troje dzieci: Magdalenę (ur. 1988), Bartosza (ur. 1990), Elżbietę (ur. 1997).